# 动植物卫生检验署
动植物卫生检验署（英語：Animal and Plant Health Inspection Service，简称APHIS），是美国农业部下设的专门负责动植物卫生检验检疫的机构。APHIS的主要职责，是防止动植物疫病传入或在美国传播。在进口方面，APHIS的职责是对到港的进口动植物进行抽查，以确保其符合APHIS有关防疫要求。

## 外部連結
- 官方网站